# Super Duper Sumos
Los Super Duper Sumos (Súper Sumos en Hispanoamérica y Los Súper Sumos en España) es una serie de televisión animada estadounidense, producida por la empresa DiC Entertainment. Fue creada por Kevin O'Donnell y Vincent Nguyen. Se transmitió desde 2002 a 2003 por Nickelodeon en los Estados Unidos. Super Duper Sumos más tarde volvió a emitirse en este canal desde el 27 de septiembre de 2011 hasta el 30 de septiembre de 2012. En Hispanoamérica la serie fue emitida por primera vez a través de Fox Kids en octubre de 2001.

## Argumento
La trama principal de la serie es que los peleadores de lucha de sumo se enfrentan contra el crimen, emprendiendo una aventura y lucharán usando sus nalgas. Constando su equipo de tres luchadores de sumo llamados Booma, Kimo y Mamoo.
Un episodio típico consistía en "Bad Inc", que intentaba destruir Ciudad Genérica por varias formas temáticas, aunque casi todos sus planes involucraban monstruos gigantes. El jefe de Bad Inc, la Sra. Mister, usualmente asignaba al científico loco Stinger para crear estos malvados monstruos. Al final de cada episodio, la Sra. Mister despedía a Stinger por no crear un monstruo imparable (aunque siempre aparece empleado en el próximo episodio y en realidad nunca es despedido). En cada episodio es habitual el uso de la palabra "trasero".
En cada episodio, los tres luchadores usan "la Talla Sumo". Esto los hace más fuertes, más musculosos y considerablemente más grandes. Cada sumo tiene un movimiento característico que usan cuando tienen la "Talla Sumo", generalmente los tres sumos inician su ataque uno tras otro en el mismo orden. A menudo, en momentos complicados, los sumos tienen un flashback recordando algo que Wisdom San (su maestro) les enseñó. También pueden recibir consejos de Prima, que es la amiga de los sumos y una compinche alentadora que a menudo los sigue y actúa de la manera más sensata. A lo largo de toda la serie, cada sumo lucha por su propia causa (extraen sus habilidades de una fuerza conocida como 'P.H.A.T.', que significa Paz, Honor y Verdad).

## Personajes

### Héroes
- Mamoo: El sumo afrocaribeño que es su miembro más sensible y líder no oficial, que lucha por la verdad. Le gusta cocinar y comer y se desanimó después de perder un desafío de cocina en un espectáculo patrocinado por Bad Inc, recuperando su confianza después de darse cuenta de que el desafío estaba (obviamente) amañado. Su movimiento especial es el 'Sumo Apretón', donde agarra a un oponente por la espalda y les da un poderoso abrazo de oso.

- Kimo: El sumo asiático que se asemeja a un samurái y tiene una actitud Zen en la vida, luchando por el honor. Aparentemente es precognitivo, ya que su yo más joven previó las batallas de Sumos contra Bad Inc. Su movimiento especial es la 'Honorable Bola de Fuego', que lo involucra rodando en una bola y lanzándose sobre un oponente.

- Booma: El sumo caucásico que habla como un surfista y es el más entusiasta e infantil, luchando por la paz. Está obsesionado con su Trasero grande y habla con orgullo de ello en cada episodio. Su movimiento especial es 'Gluteus Maximus', que lo involucra aterrizando en un oponente primero y aplastándolos.

- Prima: Una niña pequeña y delgada que actúa como compinche de los Sumos y los ayuda como puede, aunque sus maneras tontas e infantiles a menudo la molestan. Ella tiene acento y apariencia japonesa .

- El Sabio San: el maestro yogui de los Sumos, que los crio desde la infancia y les enseñó los modos del PHAT. Generalmente se lo ve en flashbacks, pero a veces aparece en secciones contemporáneas del episodio. Se parece a un místico oriental, parece no usar nada aparte de las sandalias (aunque esto es discutible, ya que su barba cubre la mayor parte de su cuerpo) y a menudo se lo ve meditando, levitando, o ambos. Él encontró que elevar a los Sumos era increíblemente frustrante debido a su avaricia y torpeza.

- Shemo: la hermana perdida de los Sumos, fue separada de ellos cuando era bebé, cuando el bebé Booma accidentalmente la derribó en la montaña del Sabio San. En consecuencia, fue criada por una manada de yaks (que de alguna manera conocían las formas del PHAT) y creció hasta convertirse en el guardián superheroico de Kioto y su población de yak. Cuando Bad Inc devastó la ciudad y secuestró a los yaks y al alcalde, Shemo viajó a la Ciudad Genérica para recuperarlos. Resultó ser mejor luchadora que los niños y rechazó su ayuda, pero tuvieron que rescatarla después de que Bad Inc la capturara. Los cuatro Sumos luego derrotaron a Bad Inc juntos y Shemo, rechazando cortésmente la oferta de quedarse con sus "hermanos", regresó a Kioto.

### Villanos
- Sra. Mister: La CEO de Bad Inc, quien está constantemente enfurecida por su incapacidad para derrotar a los Sumos.

- Billy "BS" Swift: invariablemente vestido con un polo negro y gafas de sol, parece ser el administrador de Bad Inc. El Dr. Stinger parece verlo como un rival de amor, pero BS no tiene ningún interés en la Sra. Mister (aparte de estar tratando de asegurarse de que su plan realmente funcione para que ella no le grite).

- Dr. Stinger: un científico loco jorobado de piel verde que se emplea para crear los diversos monstruos gigantes y robots utilizados en los planes de Bad Inc. Él está obsesionado sentimentalmente con la Sra. Mister y es un poco demasiado infantil para ser un villano efectivo. Una mordaza corriente es la Sra. Mister que lo está disparando, por lo general muy fuerte.

- Ghengis: Una entidad fantasmal que constantemente le da clases a los otros villanos, insistiendo en que el mal fue más efectivo en su época. Trató de conquistar el mundo hace mucho tiempo, pero fue confrontado y frustrado por el Sabio San.

- Los Sumos Malvados: Originalmente creados para oponerse a los Super Duper Sumos, ocasionalmente hacen reapariciones actuando como el "músculo" de Bad Inc. Consisten en Él de los Brazos Extra (contraparte de Mamoo), Él del Gran Cofre de Hierro (contraparte de Kimo) y Él del Tercer trasero de la Mejilla (contraparte de Booma).

## Elenco de voces
- Matt Hill como Booma
- Ben Hurston como Kimo
- Cusse Mankuma como Mamoo
- Richard Newman como Wisdom San
- Chantal Strand como Prima
- Deborah DeMille como Ms. Mister
- Michael Dobson como Genghis Fangus/Billy Swift
- Peter Kelamis como Dr. Stinger

### Reparto de voces recurrente
- Kathleen Barr
- Ian James Corlett
- Brenda Crichlow
- Gail Fabrey
- Jason Michas
- Brent Miller
- Shirley Millner
- Colin Murdock

### Estrellas invitadas
- Danny Mann -
- Babz Chula -
- Cam Clarke -
- Kevin Schon -

## Lanzamiento en DVD
Durante la emisión del programa, ADV Films lanzó en DVD la serie. Más tarde, el 27 de julio de 2010, Mill Creek Entertainment lanzó una colección de 10 episodios titulada Super Duper Sumos: They've Got Guts! en DVD en la Región 1.

## Videojuego
Un videojuego basado en la serie para Game Boy Advance fue desarrollado por Midway Games y lanzado el 26 de octubre de 2003. Se planificó un juego de PlayStation 2 pero nunca salió a la venta.